# Teen Choice Awards de 2019
O Teen Choice Awards de 2019 foi realizado em 11 de agosto de 2019, em Hermosa Beach, Califórnia, nos Estados Unidos. A premiação celebrou os melhores do ano na música, cinema, televisão, esportes, moda, comédia e internet, e foi votada por espectadores com 13 anos ou mais, que vivem nos Estados Unidos, através do site da premiação e por meio de várias mídias sociais. A cerimônia foi apresentada pela cantora e atriz estadunidense Lucy Hale e pelo YouTuber eslovaco David Dobrik. O filme Avengers: Endgame (2019) liderou as indicações, com nove no total.

## Performances
| Artista                                         | Canção                       | Apresentado por                                | Ref.  |
| ----------------------------------------------- | ---------------------------- | ---------------------------------------------- | ----- |
| OneRepublic                                     | "Counting Stars" "Rescue Me" | Lucy Hale Sky Brown                            | [ 2 ] |
| Zhavia                                          | "Deep Down"                  | —                                              | [ 2 ] |
| Monsta X                                        | "Who Do U Love?"             | Madison Beer                                   | [ 2 ] |
| Johnny Orlando Jacob Sartorius Hayden Summerall | "California Gurls"           | Maddie Ziegler Candace Cameron Bure            | [ 2 ] |
| CNCO                                            | "Pretend"                    | —                                              | [ 2 ] |
| Jordan McGraw Sarah Hyland                      | "Met At a Party"             | Brittany Snow Emily Osment Megalyn Echikunwoke | [ 2 ] |
| Blanco Brown                                    | "The Git Up"                 | The Bella Twins                                | [ 2 ] |
| Mabel                                           | "Don't Call Me Up"           | John Stamos                                    | [ 2 ] |

## Vencedores e indicados
A primeira onda de indicações foi anunciada em 19 de junho de 2019. A segunda onda foi anunciada em 8 de julho de 2019. Os vencedores estão listados primeiro, em negrito.

### Cinema
| Filme de Ação | Ator de Filme de Ação (apresentado por Maia Mitchell e KJ Apa) |
| --- | --- |
| - Avengers: Endgame - Homem-Formiga e a Vespa - Bumblebee - Captain Marvel - Men in Black: International - Spider-Man: Into the Spider-Verse | - Robert Downey Jr. como Tony Stark / Homem de Ferro – Avengers: Endgame - Chris Evans como Steve Rogers / Capitão América – Avengers: Endgame - Samuel L. Jackson como Nick Fury – Captain Marvel - John Cena como Jack Burns – Bumblebee - Paul Rudd como Scott Lang / Ant-Man – Homem-Formiga e a Vespa/Avengers: Endgame - Chris Hemsworth como Thor; Henry/Agent H – Avengers: Endgame/Men in Black: International |
| Atriz de Filme de Ação | Filme de Ficção Científica/Fantasia |
| - Scarlett Johansson como Natasha Romanoff / Viúva Negra – Avengers: Endgame - Brie Larson como Carol Danvers / Capitã Marvel – Captain Marvel/Avengers: Endgame - Evangeline Lilly como Hope van Dyne / Vespa – Homem-Formiga e a Vespa - Hailee Steinfeld como Charlie Watson – Bumblebee - Zoe Saldana como Gamora – Avengers: Endgame - Tessa Thompson como Valquíria; Molly Wright/Agent M – Avengers: Endgame /Men in Black: International | - Aladdin - Aquaman - Dark Phoenix - Fantastic Beasts: The Crimes of Grindelwald - Mary Poppins Returns - Shazam! |
| Ator de Ficção Científica/Fantasia | Atriz de Ficção Científica/Fantasia |
| - Will Smith como Gênio – Aladdin - Zachary Levi como Billy Batson / Shazam – Shazam! - Mena Massoud como Aladim – Aladdin - James McAvoy como Charles Xavier / Professor X – Dark Phoenix - Lin-Manuel Miranda – Mary Poppins Returns como Jack - Jason Momoa como Arthur Curry / Aquaman – Aquaman | - Naomi Scott como Princesa Jasmine – Aladdin - Emily Blunt como Mary Poppins – Mary Poppins Returns - Amber Heard como Mera – Aquaman - Keira Knightley como Sugar Plum Fairy – The Nutcracker and the Four Realms - Sophie Turner como Jean Grey / Dark Phoenix – Dark Phoenix - Katherine Waterston como Porpentina 'Tina' Goldstein – Fantastic Beasts: The Crimes of Grindelwald                                   |
| Filme de Drama | Ator de Filme de Drama |
| - After - Bohemian Rhapsody - Breakthrough - Five Feet Apart - The Hate U Give - To All the Boys I've Loved Before | - Hero Fiennes-Tiffin como Hardin Scott – After - Noah Centineo como Peter Kavinsky – To All the Boys I've Loved Before - Bradley Cooper como Jackson Maine – A Star Is Born - Taron Egerton como Elton John – Rocketman - Rami Malek como Freddie Mercury – Bohemian Rhapsody - Cole Sprouse como Will Newman – Five Feet Apart                                                                                        |
| Atriz de Filme de Drama | Filme de Comédia (apresentado por Lauren Jauregui e Gregg Sulkin) |
| - Josephine Langford como Tessa Young – After - Lana Condor como Lara Jean Covey – To All the Boys I've Loved Before - Lady Gaga como Ally Maine – A Star Is Born - Chrissy Metz – Breakthrough - Haley Lu Richardson como Joyce Smith – Five Feet Apart como Stella Grant - Amandla Stenberg como Starr Carter – The Hate U Give | - Crazy Rich Asians - Instant Family - Isn't It Romantic - Little - Pokémon: Detetive Pikachu - The Perfect Date |
| Ator de Filme de Comédia (apresentado por Ken Jeong) | Atriz de Filme de Comédia |
| - Noah Centineo como Brooks Rattigan – The Perfect Date - Henry Golding como Nick Young – Crazy Rich Asians - Kevin Hart como Teddy Walker – Night School - Liam Hemsworth como Blake – Isn't It Romantic - Ryan Reynolds como Detetive Pikachu – Pokémon: Detetive Pikachu - Mark Wahlberg como Pete Wagner – Instant Family | - Laura Marano como Celia Lieberman – The Perfect Date - Awkwafina como Goh Peik Lin – Crazy Rich Asians - Tiffany Haddish como Carrie – Night School - Marsai Martin como Young Jordan Sanders – Little - Rebel Wilson como Natalie – Isn't It Romantic - Constance Wu como Rachel Chu – Crazy Rich Asians |
| Vilão do Cinema | Filme do Verão |
| - Josh Brolin como Thanos – Avengers: Endgame - Johnny Depp como Gellert Grindelwald – Fantastic Beasts: The Crimes of Grindelwald - Marwan Kenzari como Jafar – Aladdin - Jude Law como Yon-Rogg – Captain Marvel - Mark Strong como Dr. Thaddeus Sivana – Shazam! - Patrick Wilson como Orm Marius / Mestre do Oceano – Aquaman | - Homem-Aranha: Longe de Casa - Late Night - Murder Mystery - The Last Summer - Toy Story 4 - Yesterday |
| Ator de Filme do Verão | Atriz de Filme do Verão (apresentado por Jessica Alba) |
| - Tom Holland como Peter Parker / Homem-Aranha – Homem-Aranha: Longe de Casa - KJ Apa como Griffin – The Last Summer - Corey Fogelmanis como Andy Hawkins – Ma - Charles Melton como Daniel Bae – The Sun Is Also a Star - Himesh Patel como Jack Malik – Yesterday - Adam Sandler como Nick Spitz – Murder Mystery | - Zendaya como Michelle/"MJ" – Homem-Aranha: Longe de Casa - Jennifer Aniston como Audrey Spitz – Murder Mystery - Selena Gomez como Zoe – Os Mortos Não Morrem - Mindy Kaling como Molly Patel – Late Night - Maia Mitchell como Phoebe – The Last Summer - Yara Shahidi como Natasha Kingsley – The Sun Is Also a Star                                                                                                |

### Televisão
| Programa de Drama (apresentado por Gabrielle Union) | Ator de Programa de Drama |
| --- | --- |
| - Riverdale - Good Trouble - Runaways - Pretty Little Liars: The Perfectionists - Star - The Resident | - Cole Sprouse como Jughead Jones – Riverdale - KJ Apa como Archie Andrews – Riverdale - Sterling K. Brown como Randall Pearson – This Is Us - Justin Hartley como Kevin Pearson – This Is Us - Adam Huber como Liam Ridley – Dynasty - Oliver Stark como Evan "Buck" Buckley – 9-1-1 |
| Atriz de Programa de Drama | Programa de Ficção Cientifica/Fantasia |
| - Lili Reinhart como Betty Cooper – Riverdale - Sofia Carson como Ava Jalali – Pretty Little Liars: The Perfectionists - Ryan Destiny como Alexandra Crane – Star - Maia Mitchell como Callie Adams-Foster – Good Trouble - Camila Mendes como Veronica Lodge – Riverdale - Cierra Ramirez como Marina Adams-Foster – Good Trouble                                                                        | - Shadowhunters - The 100 - Charmed - Chilling Adventures of Sabrina - Legacies - Supernatural |
| Ator de Programa de Ficção Cientifica/Fantasia | Atriz de Programa de Ficção Cientifica/Fantasia |
| - Jared Padalecki como Sam Winchester – Supernatural - Aubrey Joseph como Tyrone Johnson / Cloak – Cloak & Dagger - Ross Lynch como Harvey Kinkle – Chilling Adventures of Sabrina - Bob Morley como Bellamy Blake – The 100 - Dominic Sherwood como Jace Herondale – Shadowhunters - Harry Shum Jr. como Magnus Bane – Shadowhunters                                                                     | - Katherine McNamara como Clarissa "Clary Fray" Fairchild – Shadowhunters - Melonie Diaz como Melanie "Mel" Vera – Charmed - Olivia Holt como Tandy Bowen / Dagger – Cloak & Dagger - Elliot Page como Vanya Hargreeves / Number Seven / The White Violin – The Umbrella Academy - Danielle Rose Russell como Hope Mikaelson – Legacies - Kiernan Shipka como Sabrina Spellman – Chilling Adventures of Sabrina |
| Programa de Ação | Ator de Programa de Ação |
| - MacGyver - Arrow - The Flash - Gotham - Legends of Tomorrow - Supergirl | - Stephen Amell como Oliver Queen / Green Arrow – Arrow - Grant Gustin como Barry Allen / The Flash – The Flash - Ben McKenzie como James Gordon – Gotham - Brandon Routh como Ray Palmer / Átomo – Legends of Tomorrow - Brenton Thwaites como Dick Grayson – Titans - Lucas Till como Angus MacGyver – MacGyver                                                                                               |
| Atriz de Programa de Ação | Programa de Comédia |
| - Gabrielle Union como Sydney "Syd" Burnett – L.A.'s Finest - Jessica Alba como Nancy McKenna – L.A.'s Finest - Melissa Benoist como Kara Danvers / Supergirl – Supergirl - Danielle Panabaker como Caitlin Snow / Killer Frost – The Flash - Candice Patton como Iris West – The Flash - Emily Bett Rickards como Felicity Smoak – Arrow                                                                 | - The Big Bang Theory - Black-ish - Brooklyn Nine-Nine - Fuller House - Jane the Virgin - One Day at a Time |
| Ator de Programa de Comédia | Atriz de Programa de Comédia |
| - Jaime Camil como Rogelio de la Vega – Jane the Virgin - Anthony Anderson como Andre "Dre" Johnson Sr. – Black-ish - Jim Parsons como Sheldon Cooper – The Big Bang Theory - Daniel Radcliffe como Craig Bog – Miracle Workers - Marcel Ruiz como Alejandro "Alex" Alberto Alvarez Riera Calderon Leyte-Vidal Inclán – One Day at a Time - Andy Samberg como Detective Jake Peralta – Brooklyn Nine-Nine | - Nina Dobrev como Clem – Fam - Candace Cameron Bure como D.J. Tanner-Fuller – Fuller House - Kaley Cuoco como Penny – The Big Bang Theory - Sarah Hyland como Haley Dunphy – Modern Family - Gina Rodriguez como Jane Villanueva – Jane the Virgin - Yara Shahidi como Zoey Johnson – Black-ish & Grown-ish |
| Reality Show | Programa de TV Antigo |
| - America's Got Talent - Keeping Up with the Kardashians - Lip Sync Battle - The Masked Singer - Queer Eye - The Voice | - Friends - All That - Beverly Hills, 90210 - The Fresh Prince of Bel-Air - Moesha - The Office |
| Vilão da TV | Programa de TV do Verão |
| - Cameron Monaghan como Jerome and Jeremiah Valeska – Gotham - Luke Baines como Jonathan Morgenstern – Shadowhunters - Sarah Carter como Grace Gibbons / Cicada II – The Flash - Jon Cryer como Lex Luthor – Supergirl - Adam Scott como Trevor – The Good Place - Sea Shimooka como Emiko Queen / Green Arrow – Arrow                                                                                    | - Stranger Things - Cobra Kai - Nailed It! - So You Think You Can Dance - The Bold Type - Younger |
| Ator de TV do Verão | Atriz de TV do Verão |
| - Noah Schnapp como Will Byers - Stranger Things - Gaten Matarazzo como Dustin Henderson - Stranger Things - Caleb McLaughlin como Lucas Sinclair - Stranger Things - Luka Sabbat como Luca Hall - Grown-ish - Diego Tinoco como Cesar Diaz - On My Block - Finn Wolfhard como Mike Wheeler - Stranger Things                                                                                             | - Millie Bobby Brown como Onze / Jane Hopper - Stranger Things - Chloe Bennet como Daisy "Skye" Johnson / Quake - Agentes da S.H.I.E.L.D. - Hilary Duff como Kelsey Peters - Younger - Jessica Marie Garcia como Jasmine Flores - On My Block - Rose McIver como Olivia "Liv" Moore - iZombie - Yara Shahidi como Zoey Johnson - Grown-ish                                                                      |

### Música
| Prêmio Ícone (apresentado por Alex Morgan, apresentada por Jennie Garth e Tori Spelling) | Prêmio Década (apresentado por Jack Black) |
| --- | --- |
| Taylor Swift | Jonas Brothers |
| Cantor (apresentado por Charlie Puth) | Cantora |
| - Shawn Mendes - Ed Sheeran - Khalid - Post Malone - Lil Nas X - Marshmello | - Billie Eilish - Cardi B - Ariana Grande - Halsey - Lauren Jauregui - Taylor Swift |
| Grupo | Artista Country |
| - Why Don't We - 5 Seconds of Summer - The Chainsmokers - Jonas Brothers - Panic! at the Disco - Little Mix | - Dan + Shay - Kelsea Ballerini - Kane Brown - Kacey Musgraves - Thomas Rhett - Brett Young |
| Artista Latino | Artista de R&B/Hip-Hop |
| - CNCO - Bad Bunny - J Balvin - Becky G - Daddy Yankee - Maluma | - Cardi B - Drake - Nicki Minaj - Post Malone - Normani - Travis Scott |
| Artista de Rock | Canção - Cantora |
| - Panic! at the Disco - AJR - Cage the Elephant - Imagine Dragons - Lovelytheband - Twenty One Pilots | - "Expectations" – Lauren Jauregui - "7 Rings" – Ariana Grande - "Bad Guy" – Billie Eilish - "Me!" — Taylor Swift com part. de Brendon Urie - "Never Really Over" – Katy Perry - "Nightmare" – Halsey |
| Canção - Cantor (apresentado por Laura Marano e Chloe x Halle) | Canção - Grupo |
| - "Two of Us" — Louis Tomlinson - "Better" – Khalid - "Old Town Road" – Lil Nas X - "Wow" – Post Malone - "Sicko Mode" – Travis Scott - "If I Can't Have You" – Shawn Mendes | - "Ddu-Du Ddu-Du" – Blackpink - "8 Letters" – Why Don't We" - "Bad Liar" – Imagine Dragons - "Easier" – 5 Seconds of Summer - "Hey Look Ma, I Made It" – Panic! at the Disco - "Sucker" – Jonas Brothers |
| Colaboração | Canção Pop |
| - "Boy with Luv" – BTS com part. de Halsey - "Dancing with a Stranger" – Sam Smith & Normani - "I Don't Care" – Ed Sheeran & Justin Bieber - "Old Town Road (Remix)" – Lil Nas X com part. de Billy Ray Cyrus - "Shallow" – Lady Gaga & Bradley Cooper - "What a Time" – Julia Michaels com part. de Niall Horan                                                              | - "Thank U, Next" – Ariana Grande - "Dancing with a Stranger" – Sam Smith & Normani - "I Don't Care" – Ed Sheeran & Justin Bieber - "Me!" – Taylor Swift com part. de Brendon Urie (do Panic! at the Disco) - "Sucker" – Jonas Brothers - "Sweet but Psycho" – Ava Max                                                                             |
| Canção Country | Canção de Eletrônica/Dance |
| - "Speechles" – Dan + Shay - "Girl" – Maren Morris - "Good as You" – Kane Brown - "Look What God Gave Her" – Thomas Rhett - "Miss Me More" – Kelsea Ballerini - "Rainbow" – Kacey Musgraves | - "Close to Me (Red Velvet Remix)" – Ellie Goulding, Diplo com part. de Red Velvet - "365" – Zedd & Katy Perry - "Call You Mine" – The Chainsmokers com part. de Bebe Rexha - "Find U Again" – Mark Ronson com part. de Camila Cabello - "Happier" – Marshmello e Bastille - "Who Do You Love" – The Chainsmokers com part. de 5 Seconds of Summer |
| Canção Latina | Canção de R&B/Hip-Hop |
| - "Pretend" – CNCO - "Baila Baila Baila (Remix)" – Ozuna com part. de Daddy Yankee, Farruko, J Balvin & Anuel AA - "Con altura" – Rosalía, J Balvin & El Guincho - "Con Calma (Remix)" – Daddy Yankee & Katy Perry com part. de Snow - "Mia" – Bad Bunny com part. de Drake - "Te Robaré" – Nicky Jam & Ozuna                                                                 | - "Old Town Road (Remix)" – Lil Nas X com part. de Billy Ray Cyrus - "Going Bad" – Meek Mill com part. de Drake - "Pure Water" – Mustard & Migos - "Sunflower (Spider-Man: Into the Spider-Verse)" – Post Malone - "Talk" – Khalid - "Wow" – Post Malone                                                                                           |
| Canção de Rock/Alternativa | Artista Revelação |
| - "Hey Look Ma, I Made It" – Panic! at the Disco - "100 Bad Days" – AJR - "Joy" – Bastille - "Natural" – Imagine Dragons - "Ready to Let Go" – Cage the Elephant - "these are my friends" – Lovelytheband | - Billie Eilish - HRVY - Juice Wrld - Lil Nas X - Lizzo - Rosalía |
| Artista Internacional | Canção do Verão |
| - BTS - Blackpink - CNCO - EXO - Little Mix - NCT 127 | - "Señorita" – Shawn Mendes & Camila Cabello - "Cool" – Jonas Brothers - "Easier" – 5 Seconds of Summer - "Summer Days" – Martin Garrix com part. de Macklemore & Patrick Stump - "Truth Hurts" – Lizzo - "You Need to Calm Down" – Taylor Swift                                                                                                   |
| Cantor do Verão | Cantora do Verão |
| - Shawn Mendes - Daddy Yankee - Lil Nas X - Drake - DJ Khaled - Khalid | - Halsey - Ava Max - Julia Michaels - Katy Perry - Lizzo - Taylor Swift |
| Grupo do Verão | Turnê do Verão |
| - Jonas Brothers - 5 Seconds of Summer - Little Mix - Panic! at the Disco - The Chainsmokers - Why Don't We | - BTS – BTS World Tour Love Yourself: Speak Yourself - Ariana Grande – Sweetener World Tour - Billie Eilish – When We All Fall Asleep Tour - Blackpink – Blackpink 2019 World Tour (In Your Area) - Jennifer Lopez – It's My Party - Shawn Mendes – Shawn Mendes: The Tour                                                                         |
| Canção de Filme | |
| - "A Whole New World" (End Title) – Zayn & Zhavia Ward – Aladdin - "Broken & Beautiful" – Kelly Clarkson – UglyDolls - "Carry On" – Kygo & Rita Ora – Pokémon: Detetive Pikachu - "Don't Give Up On Me" – Andy Grammer – Five Feet Apart - "Shallow" – Bradley Cooper & Lady Gaga – A Star Is Born - "Sunflower" – Post Malone & Swae Lee – Spider-Man: Into the Spider-Verse | |

### Digital
| Estrela da Web - Mulher | Estrela da Web - Homem (apresentado por John Stamos)                                                    |
| --- | --- |
| - Emma Chamberlain - Madison Beer - Eva Gutowski - Liza Koshy - Lilly Singh - Maddie Ziegler                                            | - David Dobrik - The Dolan Twins - Ryan Higa - Guava Juice - MrBeast - Brent Rivera                     |
| Estrela da Web - Comédia | Estrela Social                                                                                          |
| - The Dolan Twins - Colleen Ballinger - CalebCity - Gabbie Hanna - Liza Koshy - Lele Pons                                               | - Noah Centineo - Kylie Jenner - Dwayne "The Rock" Johnson - Will Smith - Taylor Swift - Chrissy Teigen |
| Estrela da Web - Música (apresentado por Sam and Colby)                                                                                 | Estrela da Web - Moda/Beleza                                                                            |
| - Annie LeBlanc - Chloe x Halle - Hayden Summerall - Loren Gray - Johnny Orlando - Asher Angel                                          | - Hannah Meloche - James Charles - Summer McKeen - Bethany Mota - Nikkie de Jager - Mackenzie Ziegler   |
| Gamer | YouTuber                                                                                                |
| - PewDiePie - DanTDM - Jacksepticeye - Ninja - Ryan Ohmwrecker - SSSniperWolf                                                           | - Sam and Colby - Erika Costell - David Dobrik - Kian and Jc - Merrell Twins - Niki and Gabi            |
| Fãs | |
| - BTS – ARMY - Ariana Grande – Arianators - Blackpink – Blinks - CNCO – CNCOwners - Selena Gomez – Selenators - Taylor Swift – Swifties | |

### Diversos
| Atleta - Homem | Atleta - Mulher                                                                                 |
| --- | ----------------------------------------------------------------------------------------------- |
| - Stephen Curry - James Harden - Patrick Mahomes - Lionel Messi - AJ Styles - Tiger Woods | - Serena Williams - Simone Biles - Sky Brown - Tobin Heath - Bella Twins - Katelyn Ohashi       |
| Parceria | Comediante                                                                                      |
| - Lili Reinhart & Cole Sprouse – Riverdale - Lana Condor & Noah Centineo – To All the Boys I've Loved Before - Lady Gaga & Bradley Cooper – A Star Is Born - Laura Marano & Noah Centineo – The Perfect Date - Madelaine Petsch & Vanessa Morgan - Riverdale - Dominic Sherwood & Katherine McNamara – Shadowhunters | - The Dolan Twins - James Corden - Ellen Degeneres - Tiffany Haddish - Kevin Hart - Lilly Singh |